# Kastorià
Kastorià (Καστοριά en grec) és una ciutat de Grècia que pertany a la perifèria de la Macedònia Occidental. Se situa en un promontori a la riba occidental del llac Orestiada, en una vall envoltada per muntanyes de pedra calcària. És la capital de la prefectura de Kastorià. Segons estimacions de l'any 2001, té una població de 16.218 habitants.

## Etimologia
Hi ha moltes teories respecte a l'origen del Kastorià conegut (en grec: Καστοριά IPA/ˌkasto̞ɾˈja/). S'ha dit que el nom deriva de la paraula grega κάστορας (castor), que podria haver viscut en el llac pròxim (llac Orestiada). Altres teories proposen que el nom deriva de la paraula grega κάστρο (castell; de la paraula llatina castrum) o de l'heroi mític Κάστωρ (Kàstor), que podria haver estat honorat en aquesta zona. El nom de la ciutat en les llengües eslaves és Kostur/Костур (de kost, “os”), el nom en aromà és Kastoria i el nom en turc és Kesriye.

## Història
Els orígens de Kastorià semblen remuntar-se a l'antiguitat, s'ha identificat amb la ciutat antiga de Celetrum, que els romans capturaren el 200 aC. L'historiador romà d'Orient Procopi registra que més endavant fou rebatejada com a Justinianopolis. La posició estratègica de la ciutat va fer que fóra disputada entre l'Imperi Romà d'Orient i el Despotat de l'Epir durant el segle xiii. Estigué en mans de l'imperi serbi entre una data posterior al 1331 i el 1380 quan va passar als albanesos.
Cap al 1385 (segons la tradició entre 1385 i 1393, per una capitulació), l'Imperi Otomà va adquirir la ciutat i fou capital del kada de Kesriye (nom otomà de Kastorià). Va romandre en aquesta situació fins al 1864 quan en la reorganització administrativa el kada fou incorporat al sanǧaq de Koritza dins el vilayet de Monastir. El kada tenia uns 110 pobles segons Ewliya Çelebi; la ciutat comptava amb 20 mehalles (barris) dels que 16 eren grecs i un jueu. Al segle xvii es va destacar per la seva indústria de la pell; la prosperitat va seguir als segles xviii i xix tot i els atacs dels kleftes i dels albanesos, i es van construir nombroses esglésies i edificis.
Durant la Primera Guerra Balcànica de 1912, Grècia prengué Kastorià el novembre. Els tractats de Londres i de Bucarest del 1913 confirmaren Kastorià com a territori grec.
Durant la Segona Guerra Mundial i la Guerra Civil Grega, la ciutat fou bombardejada i tingué grans destrosses. Gairabé fou capturada pel moviment comunista d'ELAS el 1948, i les batalles finals de la guerra civil ocurregueren en el proper mont Grammos.

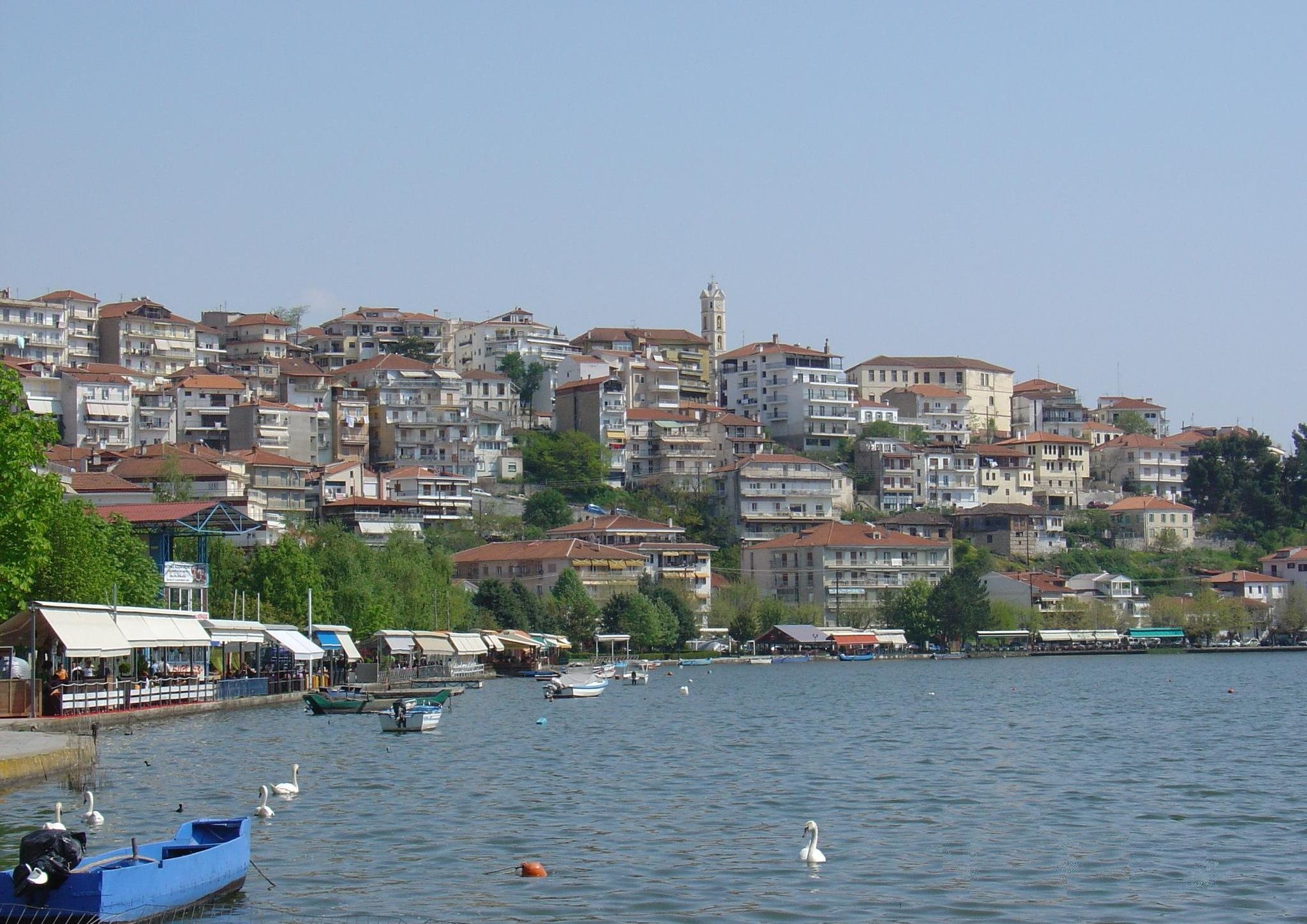
Vista de Kastorià des del llac Orestiada.

## Economia
Kastorià és reconeguda pel seu comerç de pell, que domina l'economia local. De fet, el nom de la ciutat (como es menciona anteriorment) prové d'un dels productes bàsics del comerç a l'antiguitat - el castor europeu (kastòri en grec), ara extingit a la zona. El comerç de la pell de bisó predomina a la zona avui en dia. També hi ha altres indústries com la distribució i venda de productes de l'agricultura autòctona, sobretot del blat, les pomes, el vi i el peix. L'aeroport de la ciutat és l'Aristotelis.

## Demografia
| Any  | Habitants | Variació      | Habitants (municipi) |
| ---- | --------- | ------------- | -------------------- |
| 1981 | 20,660    | -             | -                    |
| 1991 | 14,775    | 5,885/-28,48% | -                    |
| 2001 | 14,813    | 38/2,57%      | 16,218               |

## Llocs d'interès

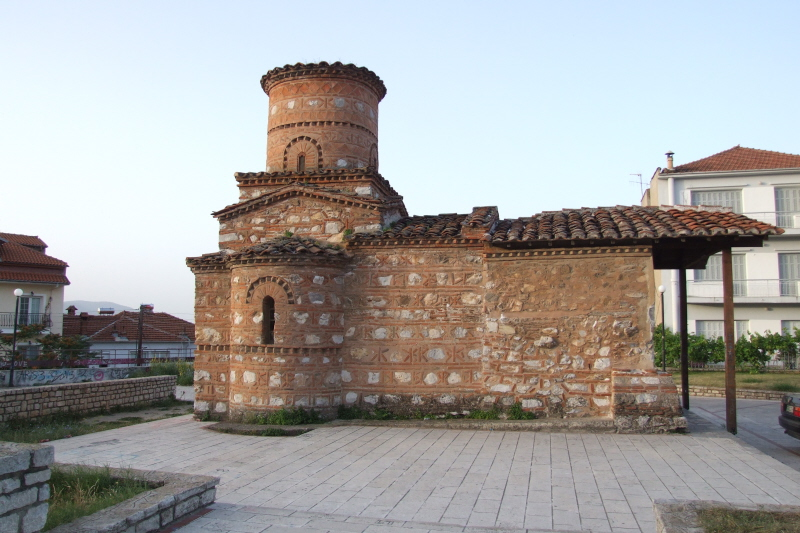
Església Taxiarchis Gymnasiou.

Kastorià és un centre religiós important per l'Església Ortodoxa Grega i és la seu d'un bisbat metropolità. Originàriament tenia 72 esglésies romanes d'Orient i medievals, de les quals 54 es conserven en l'actualitat. Algunes d'elles s'han restaurat i proporcionen una visió de l'estil ortodox grec de l'arquitectura i la pintura del fresc.

## Esport
El Kastoria FC és l'equip de futbol de la ciutat. Fou fundat el 1963, quan tres equips menors decidiren unir forces per crear-ne un de realment competitiu. Les seves temporades més reeixides foren el 1974, quan aconseguiren ascendir a l'Alpha Ethniki, la primera divisió grega, i el 1980 quan guanyaren per sorpresa a l'Iraklis FC la final de la Copa de Grècia per 5 a 2.